# Mallersbach

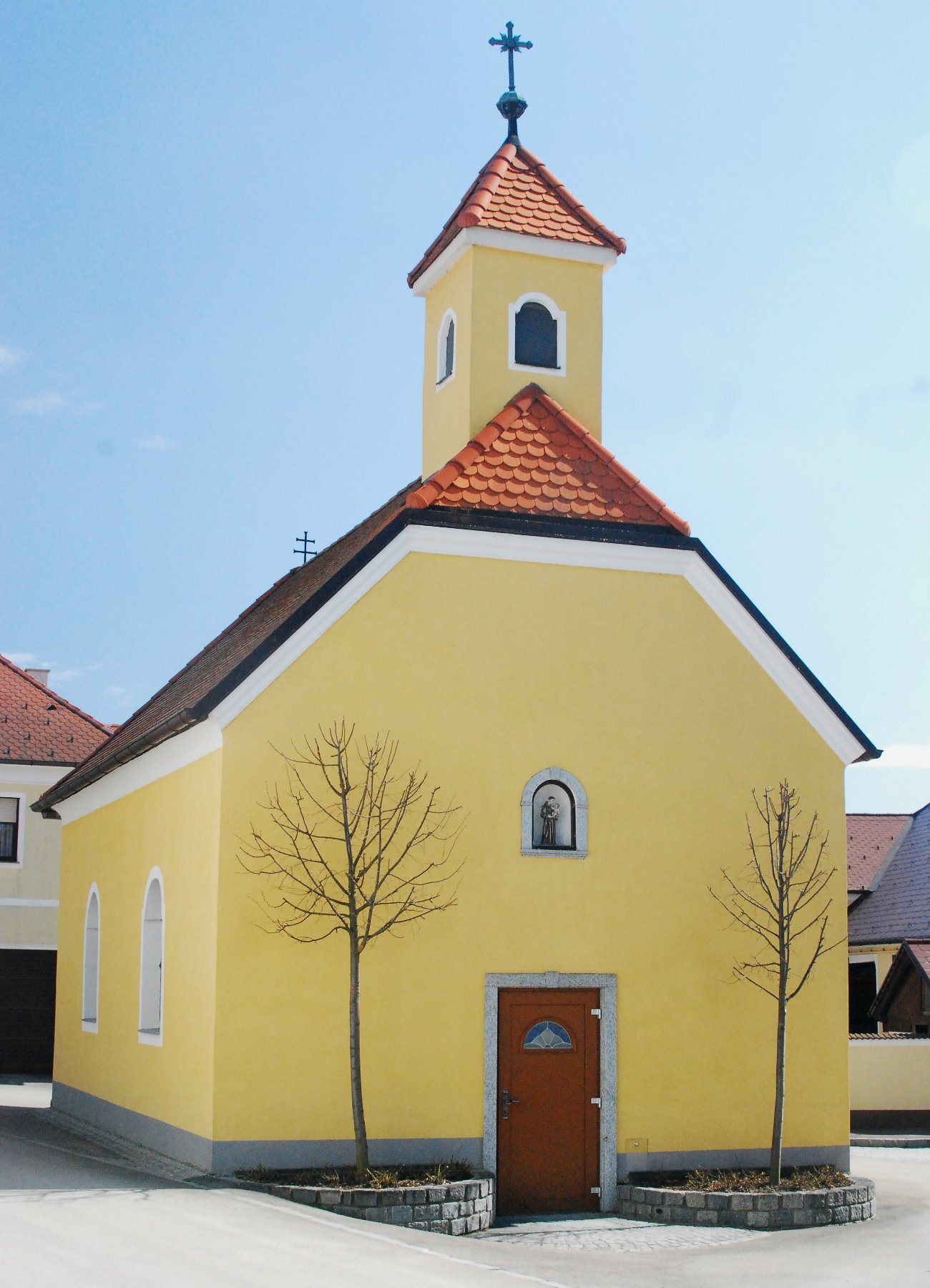
Die Kapelle von Mallersbach

Mallersbach ist eine Ortschaft und Katastralgemeinde der Stadtgemeinde Hardegg in Niederösterreich. Die Ortschaft hat 149 Einwohner (Stand 1. Jänner 2024). Bis Ende 1968 war Mallersbach eine selbständige Gemeinde.

## Geografie
Mallersbach liegt in einer Mulde, umgeben vom Lochwiesberg (südwestlich, 452 m), dem Heufurthsberg (südöstlich, 439 m), dem Dunklkopf (nordwestlich, 489 m) und dem Schindberg (nordöstlich 448 m). Nachbarorte sind Felling, Riegersburg und Heufurth.

## Geschichte
Im Jahre 1190 wurde Mallersbach erstmals als „de Imrimspach“ urkundlich erwähnt. Erste Aufzeichnungen besagen, dass es in Mallersbach im Jahre 1590 bereits 39 Häuser gegeben hat. 1990 waren es 93 Häuser. Da am „Hochfeld“ Bruchstücke von Steinbeilen gefunden wurden, geht man davon aus, dass das Gebiet um Mallersbach bereits in der jüngeren Steinzeit besiedelt worden ist. Der Ursprung des Namens Mallersbach geht auf eine Verbindung des slawischen Personennamens „Mirin“ und dem deutschen Wort „Bach“ zurück. Im 17. Jahrhundert erhielt der Ort den heutigen Namen.
Laut Adressbuch von Österreich waren im Jahr 1938 in der Ortsgemeinde Mallersbach ein Binder, ein Gastwirt, zwei Gemischtwarenhändler, eine Hebamme, drei Perlmutterdrechsler, ein Schmied, zwei Schuster, eine Stechviehhändler und zwei Viehhändler sowie zahlreiche Landwirte ansässig.
Mit 1. Jänner 1969 schlossen sich die bis dahin selbständigen Gemeinden Felling, Mallersbach, Pleißing und Riegersburg zur neuen Gemeinde Riegersburg-Pleißing zusammen. Mit 1. Jänner 1972 wurde Riegersburg-Pleißing gemeinsam mit Merkersdorf nach Hardegg eingegliedert.

## Landschaftsbild/Ortsbild
Von drei Seiten umsäumen Wälder den Ort. Um das Dorf selbst jedoch liegen Felder, die von den Landwirten bestellt werden. Der Ort durchlebte in den letzten Jahren viele Veränderungen zum Positiven, so auch das Ortsbild. Der Dorferneuerungsverein hat den Dorfplatz neu gestaltet: Wo früher nur die Kreuzung war, sind heute ein paar Parkplätze. Einige Blumenbeete verschönern den Platz. Es wurde eine Krähenstatue aufgestellt (die Mallersbacher werden als 'Krähen' bezeichnet, [z. B.] die Riegersburger als Frösche).

## Wirtschaft
Bis 1975 gab es in Mallersbach ein Kaolinbergwerk, wo seit Ende des Ersten Weltkrieges Kaolin abgebaut wurde. Das Unternehmen musste aber auf Grund des Rohstoffmangels geschlossen werden. Heute besteht die Wirtschaft aus einigen kleineren Unternehmen.